# Autobahnkreuz Recklinghausen
Das Autobahnkreuz Recklinghausen (Abkürzung: AK Recklinghausen; Kurzform: Kreuz Recklinghausen) ist ein Autobahnkreuz in Recklinghausen (Nordrhein-Westfalen) in der Metropolregion Rhein-Ruhr. Es verbindet die Bundesautobahn 2 (Oberhausen – Hannover – Berlin; E 34) mit der Bundesautobahn 43 (Münster – Wuppertal).

## Geografie
Das Autobahnkreuz liegt auf dem Stadtgebiet von Recklinghausen im gleichnamigen Kreis. Nächstgelegene Stadtteile sind Hochlarmark, Stuckenbusch, Grullbad und Hillerheide. Es befindet sich etwa 55 km südwestlich von Münster, etwa 20 km nordöstlich von Essen und etwa 20 km nordwestlich von Dortmund.
Das Autobahnkreuz Recklinghausen trägt auf der A 2 die Anschlussstellennummer 8, auf der A 43 die Nummer 12.

## Ehemalige RaststätteHohenhorst
Direkt nach dem Autobahnkreuz an der A 2 in Richtung Oberhausen befindet sich eine Autobahnpolizeistation und die ehemalige Raststätte. 1939 wurde auf der damaligen Reichsautobahn die Tankstelle Stuckenbusch eröffnet, 1955 mit einer zunächst gleichnamigen und später in Hohenhorst umbenannten Raststätte erweitert. Mitte 2005 wurde die Raststätte dann geschlossen.

## Bauform und Ausbauzustand
Die Bundesautobahn 2 ist sechsstreifig ausgebaut, die Bundesautobahn 43 im Bereich Herten bis Hochlarmark wurde im Zuge von Brückenerneuerungen sechsstreifig ausgebaut. Alle Verbindungsrampen sind einspurig ausgeführt. Im Autobahnkreuz selber entstand ein Regenrückhaltebecken sowie Nothaltebuchten und eine Verkehrswebcam.
Das Autobahnkreuz wurde als Kleeblatt angelegt.

## Verkehrsaufkommen
| Von                             | Nach                                 | Durchschnittliche tägliche Verkehrsstärke | Durchschnittliche tägliche Verkehrsstärke | Durchschnittliche tägliche Verkehrsstärke | Anteil Schwerlastverkehr | Anteil Schwerlastverkehr | Anteil Schwerlastverkehr |
| Von                             | Nach                                 | 2005                                      | 2010                                      | 2015                                      | 2005                     | 2010                     | 2015                     |
| ------------------------------- | ------------------------------------ | ----------------------------------------- | ----------------------------------------- | ----------------------------------------- | ------------------------ | ------------------------ | ------------------------ |
| AS Herten (A 2)                 | AK Recklinghausen                    | 69.900                                    | 81.500                                    | 92.000                                    | 16,4 %                   | 17,7 %                   | 18,5 %                   |
| AK Recklinghausen               | AS Recklinghausen-Süd (A 2)          | 71.100                                    | 73.800                                    | 82.500                                    | 15,4 %                   | 15,6 %                   | 16,2 %                   |
| AS Recklinghausen/Herten (A 43) | AK Recklinghausen                    | 88.000                                    | 86.800                                    | 86.000                                    | 09,7 %                   | 06,5 %                   | 06,2 %                   |
| AK Recklinghausen               | AS Recklinghausen-Hochlarmark (A 43) | 88.500                                    | 80.900                                    | 80.400                                    | 07,9 %                   | 06,5 %                   | 06,5 %                   |